# Al Haig
Allan Warren Haig (* 22. Juli  1924 in Newark (New Jersey); † 16. November 1982 in New York City) war ein amerikanischer Jazzpianist und einer der Pioniere des Bebop.

## Leben und Wirken
Haig spielte ab 1944 zunächst mit Dizzy Gillespie (Town Hall, New York City, June 22, 1945), Tiny Grimes und Charlie Parker (Bird at St. Nick’s 1950) und gehörte dann bis 1946 zur Band von Gillespie und anschließend zur Band von Parker, 1947/48 arbeitete er mit Eddie Lockjaw Davis, Ben Webster und Jimmy Dorsey zusammen. Mit Charlie Parker spielte er im Mai 1949 auf dem Festival International 1949 de Jazz in Paris, bevor er zwischen Sommer 1949 und 1951 bei Stan Getz spielte und dem dessen legendären Aufnahmen für die Plattenfirma Roost mitwirkte. Miles Davis holte ihn zu dem Nonett, mit dem er die ersten Aufnahmen zu Birth of the Cool durchführte. Haig spielte häufig auch jenseits des Jazzkontextes. In den 1950er und 1960er Jahren gab es längere Phasen der musikalischen Inaktivität; 1954/55 arbeitete er jedoch mit Chet Baker, 1956 mit Gillespie und 1960 mit Perry Lopez zusammen.
1968 verstarb seine Frau Bonnie unter mysteriösen Umständen, so dass er als Mordverdächtiger vor Gericht stand. Grange Rutan, seine nächste Frau, beschreibt den Prozess in ihrem Buch Death of a Bebop Wife (Redwood, NY:Cadence Jazz Books, 2007).
Al Haig, der einen verhaltenen, von Bud Powell inspirierten Stil spielt, gilt als einer der führenden Pianisten der Bop-Periode, der bei epochalen Einspielungen mitwirkte wie der Ersteinspielung von Hot House (1945, mit Parker und Gillespie) oder Miles Davis’ Einspielung von Godchild (1949).

## Diskographie (Auswahl)
- Out Of Nowhere (mit C. Parker, 1948)
- Highlights in Modern Jazz: Al Haig, 1949
- The Song Is You (mit Stan Getz, 1950)
- Opus Caprice (mit S. Getz, 1950)
- Al Haig Trio , 1954
- Al Haig Quartet, 1954
- Al Haig Today!, 1965
- Invitation, 1974
- Summertime (mit S. Getz, 1976)
- I Remember Bebop (mit S. Getz, 1977)
- Ornithology, 1977
- Al Haig Plays the Music of Jerome Kern (1978)
- Inner City (1980)
- Bebop Live, 1982